# دونالد مک‌براید
دونالد مک‌براید (انگلیسی: Donald MacBride؛ ‏ زاده ۲۳ ژوئن ۱۸۹۳ – درگذشته ۲۱ ژوئن ۱۹۵۷) بازیگر اهل ایالات متحده آمریکا بود.

## مرگ
مک‌براید در لس آنجلس، کالیفرنیا بر اثر یک بیماری قلبی درگذشت. 

## گزیدهٔ فیلم‌شناسی
- بیسکوییت حیوانی (۱۹۳۰)
- جنب‌وجوش پر سروصدا (۱۹۳۳)
- شیمی‌دان (۱۹۳۶)
- قمارباز و دخترک (۱۹۳۹)
- همسر دلخواه من (۱۹۴۰)
- وایومینگ (۱۹۴۰)
- زن نامرئی (۱۹۴۰)
- آقای جردن وارد می‌شود (۱۹۴۱)
- خرید لوئیزیانا (۱۹۴۱)
- خواهر من آیلین (۱۹۴۲)
- لاغرخان میره خونه (۱۹۴۴)
- آدم‌کش‌ها (۱۹۴۶)
- رابارب (۱۹۵۱)
- خارش هفت‌ساله (۱۹۵۵)